# Gangnihessou
Gangnihessou hay Ganye Hessou là vị quốc vương đầu tiên của "12 quốc vương của Dahomey" cận đại (ngày nay là Bénin).
Có thể là Gangnihessou cai trị vào khoảng những năm 1620. Biểu trưng của ông là con chim gangnihessou đực (con đó có tên bằng hình vẽ), cái trống và đôi gậy để ném và đi săn.
Theo sử sách thì chưa chắc chắn là ông có thực sự là quốc vương hay không. Có thể ông chỉ là một cố vấn có ảnh hưởng, sử dụng những lời khuyên để điều hành vương quốc cùng em trai, tên là Dakodonou, một điều rõ ràng là ông này (Dakodonou) được công nhận như là quốc vương trong thời đại của mình (1620-1645).